# Hessentag 1967
Der Hessentag 1967 war der 7. Hessentag und fand vom 30. Juni bis zum 2. Juli 1967 in Bad Hersfeld statt.

## Hintergrund
Seit 1961 finden in wechselnden Orten Hessens die von der Landesregierung initiierten und gemeinsam mit der jeweiligen Kommune durchgeführten Hessentage statt. Im Zeitraum von drei (1967) bis zehn (2019) Tagen präsentiert sich das Land den Besuchern mit kulturellen Darstellungen und Ausstellungen. Weiterhin finden anlässlich der Hessentage regelmäßig große Freiluftkonzerte unter Beteiligung namhafter nationaler und internationaler Künstler statt. Es handelt sich bei dem hessischen Landesfest um eine überregional beachtete und bedeutende Großveranstaltung, die jedes Jahr viele hunderttausend Besucher anzieht.
Auch der Hessentag 2019 findet in Bad Hersfeld statt.

## Der Hessentag 1967
Rund 150.000 Besucher wurden beim Hessentag 1967 gezählt. Bad Hersfeld lag damals im Zonenrandgebiet. Das Motto des Hessentages lautete „Verständigung“. Der damalige Ministerpräsident Georg August Zinn eröffnet die Ausstellung zum „Großen Hessenplan“, musikalisch eröffnete das Rundfunk-Sinfonieorchesters Prag mit der Aufführung von Carl Orffs Carmina Burana den Hessentag.
Wichtige Veranstaltungen im Rahmen des Hessentags waren: Die Vereinsmeisterschaften der Stenographen, der „Tag der offenen Tür“ des Bundesgrenzschutzes, Darbietungen des Deutschen Meisters im Motor-Kunstflug Herbert Greb und das Abschlussfeuerwerk in den Farben des Bundes, des Landes und der Stadt Bad Hersfeld.